# Roi Xiang de Zhou
Le roi Xiang de Zhou, ou Zhou Xiang wang (chinois : 周襄王) en vieux chinois Tu Snang Whang (Tu sn̥aŋ whaŋ) de son nom personnel Ji Zheng (姬鄭) en vieux chinois Ke Dhrengh (Kə dhreŋh), fut le dix-huitième souverain de la dynastie Zhou. Il fut intronisé à Luoyi en -651.

## Règne

### Un règne tumultueux
En -649, son frère le prince Shudai tenta de le renverser avec l'aide des Di et des Rong. Or la conspiration fut éventée au bon moment et échoua. Shudai fut forcé de s'enfuir. Finalement, en -640, le roi Xiang finit par lui pardonner, en partie grâce à l'intervention de la reine mère et lui permit de revenir dans le domaine royal des Zhou.

### Les griefs de Zheng et la promesse non tenue
Le duc Wen de Zheng, en avait après les Zhou, parce que le roi Hui, qui avait promis le poste de premier ministre à son père, est mort avant de l'avoir réalisé. De plus, le roi Xiang n'allait certainement pas l'honorer, puisque le duc de Zheng avait soutenu son frère cadet Shudai, au titre de roi.

### L'invasion de Zheng
À la suite d'un incident diplomatique qui vit un de ses ministres se faire injustement emprisonner, le roi Xiang furieux voulait prendre des mesures contre Zheng. Une expédition punitive a été exclue d'emblée, ne voulant pas répéter à mauvaise mémoire, le souvenir de la mésaventure du roi Huan qui fut facilement vaincu par le duc Zhuang de Zheng. Alors deux des conseillers du roi Tao Zi et Tui Shu suggèrent au roi de faire appel aux barbares Di. Ceux-ci répondant à l'appel du roi Zhou, investirent la cité-État de Zheng par ruse et la pillèrent presque sans résistance. La vengeance accomplie, le roi Xiang était satisfait.

### Un triangle amoureux
À la suite de la mission que le roi Xiang avait confiée aux Di, le roi Xiang était déterminé à se rapprocher des Di pour profiter au maximum d'une alliance avec eux. Dans cette optique, quand sa femme décéda, il demanda la main de la fille du roi des Di qui accepta sans hésiter. Or bien que le roi Xiang démontrât beaucoup d'amour à sa femme, celui-ci était un homme de palais contrairement à sa femme qui s'ennuyait de ne pas pouvoir faire de longues chevauchées et parties de chasse. Ce fut à l'occasion d'une partie de chasse que la nouvelle reine, la reine Wei, rencontra le frère du roi, Shudai. Le prince Shudai était un homme jeune de belle apparence et très tourné vers les mêmes plaisirs que la reine. Bientôt des rumeurs d'adultère commencèrent à circuler au palais. Le roi l'ayant appris et d'une jalousie furieuse fit jeter sa femme en prison et chercha à arrêter son frère qui s'enfuit alors chez les Di. Les Di outrés de la façon de traiter leur princesse, prirent les armes et attaquèrent le domaine royal.

### L'invasion des Di
En -635, après avoir facilement vaincu l'armée du général Yuan Bo Guan, les Di marchèrent vers Luoyi. Alors le roi Xiang s'enfuit vers Zheng escorté par le duc de Zhou et le duc de Shao. Les Di commencèrent à négocier les termes d'un armistice avec la cour des Zhou. Il y avait trois points importants; la libération de la reine Wei et son rétablissement comme reine, le remplacement du roi Xiang par le prince Shudai et finalement, un dédommagement financier important.

### L'usurpation de Shudai
Quand Shudai devint roi, la population de Luoyi le considérait comme un traître à la nation. La cour royale se vida de ses courtisans et Shudai redoutait de plus en plus un soulèvement. Plus les jours passaient et plus il devenait suspicieux. Finalement, il décida de ne pas attendre d'être assailli et déplaça le siège de son gouvernement à Wen. Là bas, il ne prit pas une part active aux affaires d'État, passant le plus clair de son temps à la chasse avec la reine Wei.

## Les pratiques sacrificielles
En -637 le duc Mu de Qin captura le duc Hui de Jin qui était considéré comme un véritable tyran par son peuple et annonça qu'il allait le soumettre au sacrifice humain en l'honneur du Ciel. Cependant, le roi Xiang lui interdit de pratiquer ledit sacrifice, parce que le roi Wu avait interdit ce genre de pratique, mais surtout parce que le duc de Jin était issu d'une branche cousine de la famille royale et que le sacrifice serait un outrage pour le sang royal.

## Situation dans le royaume
En -633, l'hégémonie échut au duc Wen de Jin qui l'avait secouru. Sous son règne, le duché de Qin gagna en puissance. Il régna de -651 à -618.
En -624, les succès militaires du duc Mu de Qin attirèrent à lui les éloges du roi. Celui-ci lui envoya le duc de Shao, le grand conseiller royal, pour le féliciter à sa place.